# Podlesí (district de Příbram)
Pour les articles homonymes, voir Podlesí.
Podlesí (en allemand : Podleß) est une commune du district de Příbram, dans la région de Bohême-Centrale, en République tchèque. Sa population s'élevait à 1 102 habitants en 2020.

## Géographie
Podlesí se trouve à 3 km à l'est du centre de Příbram et à 54 km au sud-ouest de Prague.
Podlesí fait partie de l'aire urbaine de Příbram.
La commune est limitée par Lhota u Příbramě au nord, par Příbram à l'est, au sud et au sud-ouest, et par Obecnice à l'ouest et au nord-ouest.

## Histoire
La première mention écrite de la localité date de 1527.

## Transports
Par la route, Podlesí se trouve à 3,6 km du centre de Příbram et à 63 km de Prague.